# 遠藤結城
遠藤 結城（えんどう ゆうき、1950年8月19日 - 2004年6月5日）は、日本の経営者。ゲオの創業者。

## 来歴・人物
岐阜県出身。1974年に名古屋大学農学部を卒業し、ニチレイなどでの勤務を経て、1986年に愛知県豊田市でレンタルビデオ店を開業し、1988年にエー・ブイ・ステーションを創業し、1996年4月にはゲオ社長に就任。
2004年6月5日、交通事故のために死去。53歳没。